# Figurnoje
Figurnoje nebo Algae je jezero v Bungerově oáze v západní části Wilkesovy země v Antarktidě. Je to největší jezero v oáze. Má rozlohu 14,3 km², délku 25 km a hloubku 137 m.